# Theodor von Hörmann
Theodor von Hörmann (né le 13 décembre 1840 à Imst, Tyrol, et mort le 1er juillet 1895 à Graz) est un peintre paysagiste autrichien.